# تل بهرام اختشان قره‌خانی
تل بهرام اختشان قره خانی مربوط به دوران‌های تاریخی پس از اسلام است و در شهرستان فیروزآباد، بخش مرکزی، شهرک موصلو واقع شده و این اثر در تاریخ ۱۲ بهمن ۱۳۸۱ با شمارهٔ ثبت ۷۱۸۸ به‌عنوان یکی از آثار ملی ایران به ثبت رسیده است.